# Negeriella chilensis
Negeriella chilensis är en svampart som beskrevs av Henn. 1897. Negeriella chilensis ingår i släktet Negeriella, divisionen sporsäcksvampar och riket svampar.   Inga underarter finns listade i Catalogue of Life.